# Aix-en-Othe
Pour les articles homonymes, voir Aix et Othe (homonymie).
Aix-en-Othe [ɛks ɑ̃.n‿ɔt] est une ancienne commune française, située dans le département de l'Aube et dans le Pays d'Othe en région Grand Est en France.
Elle fusionne le 1er janvier 2016 avec les communes de Palis et de Villemaur-sur-Vanne pour former la commune nouvelle d'Aix-Villemaur-Pâlis.
Le bourg est considéré[Par qui ?] comme la capitale du Pays d'Othe. Ses habitants s'appellent les Aixois et les Aixoises.

## Géographie

### Localisation
Aix-en-Othe est située dans la partie sud-ouest du département de l'Aube, à 30 km de Troyes et à 40 km de Sens.

### Topographie
La commune d'Aix-en-Othe avait avant sa fusion une superficie de 34,79 km2.

### Géologie
La commune est située sur le vaste plateaux crayeux du Pays d'Othe, premier contrefort au Sud-Est du Bassin parisien formé au Crétacé supérieur et recouvert d'un substrat de silex de l'Éocène (puis de lœsss, d'alluvions), et d'argiles du Sparnacien.
Le Pays d'Othe étant une zone karstique, c'est ainsi que l'on en retrouve les effets quant à la circulation de ses cours d'eau (et eaux souterraines), et également ses grottes, celles de Pâlis à quelques kilomètres d'Aix. Cependant la dissolution de la craie, et ses effondrements karstiques posent problème quant à l'aménagement du territoire,.
Le territoire de la feuille Aix-en-Othe est situé à environ 25 km au sud du champ pétrolifère de Saint-Martin-de-Bossenay.

### Hydrographie
La Nosle, traverse le vallon d'Aix-en-Othe et se jette dans la Vanne. Le linéaire global des cours d'eau de la commune est de 12,2 km

### Hameaux et lieux-dits
Aix-en-Othe compte de nombreux hameaux : la Bouillant, les Cornées-Laliat, les Cornées-Alexandre, les Cornées-Cabourdin, les Chevréaux, le Clos-des-Pauvres, Druisy, le Mineroy, Mont-st-Benoit, Moulin : à Tan[précision nécessaire], du-Bas, du-Haut, les Grandes Vallées, les Petites Vallées, le Jard, la Vove, Pitoite.

## Toponymie
Le nom de la localité est attesté sous sa forme latine Aquensis fundus, Praedium aquense en 861, Aquis en 1177. Aix-en-Othe est attesté sous sa forme actuelle dès l'année 1577.
Comme la plupart des toponymes en Aix, cette commune tient son nom des sources présentes dans la commune, Aix étant issu du terme latin aquae qui veut dire « eaux ». En fait il s'agit plus précisément du latin aquis, forme à l'ablatif locatif pluriel du latin aqua « eau ». Le village est à proximité de la voie romaine de Sens à Troyes (Villemaure) ce qui en explique la forme latine (table de Peutinger)[réf. nécessaire].
Othe est lié au Pays d'Othe.

## Historique
(mai 2025).

### Antiquité
Augustobona (Troyes) est reliée à Agedincum (Sens) par une voie romaine qui passe en forêt d'Othe par la vallée de la Vanne, à proximité d'Aix. Cette voie traversait Villemaur-sur-Vanne d'est en ouest, et passait au nord de la route impériale impériale no 60 relève Henri d'Arbois de Jubainville en 1861.
La voie qui passe à un peu moins de quatre kilomètres d'Aix figure dans l'Itinéraire d'Antonin, un guide de voyage antique,. Aujourd'hui, cette antique voie dont on trouve des traces à Villemaur-sur-Vanne, Saint-Benoist-sur-Vanne et Estissac se confond avec la route nationale 60. La voie est empierrée sur 1,10 mètre, dont 0,70 mètre réalisé avec du mortier.
Aux sources de la Douée, sur le territoire d'Aix-en-Othe, se trouvait un ancien établissement de bains.

### Moyen-Âge

#### Haut Moyen-Âge
Le village est une seigneurie de l'évêché de Troyes attestée dès 862.

### Moyen-Âge central
Au XIIe siècle il devient propriété à part entière de l'évêque, qui y exerce les droits de haute et basse justice à la suite des Villemaur. Le village sera fortifié par la suite : bourg et château des évêques sont indissociables.
En 1349, le marché du jeudi est créé par lettres patentes.
Les Anglo-navarrais de Robert Knolles prennent le bourg en 1358 deux décennies après le début de la Guerre de Cent Ans. Ils l'évacuent le 12 janvier 1359 en laissant le village dévasté.
Henri de Poitiers  chasse Robert Knowles et ses troupes alors que ceux-ci cherche à s'emparer de la ville de Troyes. Il se livre alors à la reconstruction du village. Jean Braque (évêque de Troyes en 1375) choisit de concentrer la reconstruction sur la partie qu'il habite et il en fait Le Fort. La basse-cour à la demande des habitants est fortifiée afin d'en faire leur lieu de refuge contre redevance. L'évêque possède un four banal et un moulin sur la Nosle, et il vient habiter régulièrement au village.

### Moyen Âge tardif
Le château des évêques est brulé en 1433 par des troupes anglaises, soldats en rupture de ban.
Les habitants doivent à tour de rôle, assurer la garde du château, ce XVe siècle

### Temps modernes
Louis XII créa en 1510 deux foires annuelles : le 18 juin et le 1er décembre. Avec le temps, ces deux foires disparaitront. Le marché sera cependant restauré en 1781 avec des foires les 3 janvier, 18 juin, 3 septembre et 22 novembre.
L'évêque de Troyes Antoine Caraccioli (qui veut à tout prix garder sa charge d'évêque, soit comme protestant soit comme catholique) trouve refuge en 1561 au château car il fuit la fureur des Troyens excédés, Il a recours à Aix parce qu'il ne se sent plus en sécurité dans son refuge de Saint-Lyé.
En 1761, Claude-Mathias-Joseph de Barral, monte sur le trône épiscopal deux siècles plus tard et il obtient l'autorisation de raser l'édifice devenu vétuste.

### Époque contemporaine
En 1789, le village est le siège d'un bailliage seigneurial, et il dépend  de l'intendance et de la généralité de Châlons, de l'élection de Troyes et du bailliage de Sens.
En 1790, il est fait état d'un moulin à papier. Une industrie de tissage présente emploie alors 200 personnes en l'An XI (vers 1803) et mobilise 40 métiers mécaniques ; huit tisserands exercent au village.

## Politique et administration

### Liste des maires
| Période                                  | Période       | Identité      | Étiquette | Qualité                    |
| ---------------------------------------- | ------------- | ------------- | --------- | -------------------------- |
| Les données manquantes sont à compléter. |               |               |           |                            |
| mars 1995                                | décembre 2015 | Yves Fournier | PS        | Retraité de l'enseignement |

## Population et société

### Démographie
L'évolution du nombre d'habitants est connue à travers les recensements de la population effectués dans la commune depuis 1793. À partir du 1er janvier 2009, les populations légales des communes sont publiées annuellement dans le cadre d'un recensement qui repose désormais sur une collecte d'information annuelle, concernant successivement tous les territoires communaux au cours d'une période de cinq ans. 
Pour les communes de moins de 10 000 habitants, une enquête de recensement portant sur toute la population est réalisée tous les cinq ans, les populations légales des années intermédiaires étant quant à elles estimées par interpolation ou extrapolation. Pour la commune, le premier recensement exhaustif entrant dans le cadre du nouveau dispositif a été réalisé en 2007,.
En 2013, la commune comptait 2 463 habitants, en évolution de +2,63 % par rapport à 2008 (Aube : +1,58 %, France hors Mayotte : +2,49 %).
| 1793  | 1800  | 1806  | 1821  | 1831  | 1836  | 1841  | 1846  | 1851  |
| ----- | ----- | ----- | ----- | ----- | ----- | ----- | ----- | ----- |
| 1 469 | 1 551 | 1 527 | 1 634 | 1 734 | 1 787 | 1 977 | 2 168 | 2 310 |

| 1856  | 1861  | 1866  | 1872  | 1876  | 1881  | 1886  | 1891  | 1896  |
| ----- | ----- | ----- | ----- | ----- | ----- | ----- | ----- | ----- |
| 2 427 | 2 623 | 2 785 | 2 779 | 2 939 | 2 906 | 3 007 | 3 041 | 2 670 |

| 1901  | 1906  | 1911  | 1921  | 1926  | 1931  | 1936  | 1946  | 1954  |
| ----- | ----- | ----- | ----- | ----- | ----- | ----- | ----- | ----- |
| 2 646 | 2 484 | 2 523 | 2 184 | 2 320 | 2 410 | 2 383 | 2 218 | 2 231 |

| 1962  | 1968  | 1975  | 1982  | 1990  | 1999  | 2007  | 2012  | 2013  |
| ----- | ----- | ----- | ----- | ----- | ----- | ----- | ----- | ----- |
| 2 270 | 2 112 | 2 313 | 2 349 | 2 260 | 2 131 | 2 379 | 2 467 | 2 463 |

## Urbanisme
En 2022 sont démolies des barres d'immeubles de la rue Georges Renaudot.

## Culture locale et patrimoine

### Lieux et monuments
- Église Notre Dame-de-L'Assomption
- Chapelle Saint-Avit
- Halle de type Victor Baltard (XIXe siècle)
- Le Monument aux morts représente un chasseur à pied en position de sentinelle alertée  Inauguré le 27 septembre 1902, il comporte sur son socle les noms des soldats morts pour la France durant la guerre franco allemande de 1870 et 1871, durant les deux guerres mondiales du XXe siècle  et les noms des soldats morts en Afrique du Nord et en T.O.E [27]
- Cheminées d'usines de bonneteries (XIXe siècle). Hautes de 30 à 40 mètres, deux cheminées d'anciennes usines de bonneterie.

### Personnalités liées à la commune
- Ernest Millot (1836-1891) Dans l'expédition du Fleuve Rouge (1872-1873) cet explorateur cherche une voie navigable pour  ramener au Tonkin les richesses du Yunnan (en Chine du Sud). Ernest Millot fut également aussi maire de la concession française de Shanghai.
- Jacques Chéreau, sculpteur né à Aix, il a exposé à Napa en Californie, Genève, Brisbane, Miami, San Francisco. Ses œuvres sont exposés à Paris et en Italie dans des galeries de prestige.
- Le poète Joachim du Bellay, dans son « Ode au Prince de Melphe » (Antoine Caraccioli)[28] a loué Aiz, c'est-à-dire Aix-en-Othe :

| Allon' voir ma douce compaigne Les doux plaisirs de la Champaigne Ses prez, ses ondes et ses bois. .......... Allon'voir ce bel édifice Que la nature et l'artifice Ont embelly de cent plaisirs. C'est Aiz dont la belle demeure Peult arracher en moins d'une heure Nos plus ambicieux désirs. Là, d'une plaisante peine, Le cert fuyant par la plaine Ou le lyèvre nous suyvrons ; Là sainctement solitaires, Loing de procès et d'affaires, Heureusement nous vivrons. |

### Héraldique
| Armes de Aix-en-Othe | Les armes de Aix-en-Othe se blasonnent ainsi : D’azur à la bande d’argent accostée de deux cotices potencées et contre-potencées d’or, à la bordure burelée ondée d’argent, au chef d’or chargé d’une aigle bicéphale de sable. |

#### Ouvrages
- Marguerite Beau, Essai sur l'architecture religieuse de la Champagne méridionale auboise hors de Troyes, 1991.
- Claude Colleté La géologie du département de l'Aube Association géologique auboise, 1995 213 pages (page 107)
- E-L Collot ""Aix-en-Othe et la région 1935 (réimpression de l'édition originale par Res Universis, Paris, 1993  (ISBN 978-2-7428-0236-4))
- Le Guide des Pays de France (Nord), Frédéric Zégierman. Paris, Arthème Fayard, 1999.  (ISBN 978-2-213-59960-1)
- Jeanne Martel, Maisons d'hier en Pays d'Othe, ARPA, 2009,  (ISBN 978-2-907894-49-4)
- Jeanne Martel et Jeannine Velut Notre Pays d'Othe  Office de tourisme du pays d'Othe et de la Vallée de la Vanne, 2003.  (ISBN 978-2-907894-32-6)
- Frédéric Zegierman Le Guide des Pays de France (Nord) Paris, Arthème Fayard, 1999.  (ISBN 978-2-213-59960-1)
- Aix-en-Othe, la mémoire d'une commune de l'Aube, ARPA, 1988.

#### Articles
- Philippe Braunstein « Une communauté forestière aux XIVè et XVIè siècles. Aix-en-Othe (Champagne) » dans Revue Le Moyen-Âge 2017, 1 sur Cairn-info